# イオマゼニル (123I)
イオマゼニル (123I) （Iomazenil (123I) ）は、ベンゾジアゼピンの遮断薬かつ部分的逆作動薬であり、部分てんかん患者におけるてんかん焦点の診断に使用されている。イオマゼニルは、脳内のベンゾジアゼピン受容体（GABAA受容体）を可視化するためのヨウ素123標識SPECTトレーサーとして1989年に発売された。開発コード：Ro16-0154。イオマゼニルは、フルマゼニル（Ro15-1788）の類縁化合物である。アルコール濫用の治療薬としても期待されている。

## 脳検査
123I標識したイオマゼニルは、18F-フルデオキシグルコースを用いたPETイメージングの代替として、てんかん発作の病巣の画像化に使用出来る。
実験的研究で、イオマゼニルが脳内のGABA濃度を低下させる作用に因り、統合失調症患者の症状を悪化させたことから、統合失調症の根底にはGABAの欠乏があるという説が支持された。

## アルコール中毒の治療
イオマゼニルが脳内のアルコール受容体に結合する能力を持つ事から、非放射性のイオマゼニルは酩酊の治療薬としての可能性が検討されている。

## 参考資料
1. ↑  “ベンゾダイン注 添付文書”. www.info.pmda.go.jp.   PMDA. 2021年5月4日閲覧。
2. ↑  “Imaging benzodiazepine receptors in the human brain by single photon emission computed tomography (SPECT)”. International Journal of Radiation Applications and Instrumentation. Part B, Nuclear Medicine and Biology 16 (8):  759–63. (1989). doi:10.1016/0883-2897(89)90158-x. PMID 2559905.
3. ↑  “Radiopharmaceuticals for single-photon emission computed tomography brain imaging”. Seminars in Nuclear Medicine 33 (1):  2–13. (January 2003). doi:10.1053/snuc.2003.127296. PMID 12605353.
4. ↑  “Is central benzodiazepine receptor imaging useful for the identification of epileptogenic foci in localization-related epilepsies?”. European Journal of Nuclear Medicine and Molecular Imaging 30 (2):  325–8. (February 2003). doi:10.1007/s00259-002-1083-z. PMID 12552355.
5. ↑  “Probing GABA receptor function in schizophrenia with iomazenil”. Neuropsychopharmacology (Nature Publishing Group) 36 (3):  677–83. (February 2011). doi:10.1038/npp.2010.198. PMC 3055690. PMID 21068719.
6. ↑  Dobson, Roger; Owen, Jonathan (2012年5月13日). “Tests begin on new drink-busting drug”. Independent on Sunday 2012年5月20日閲覧。